# Bruce Eastick

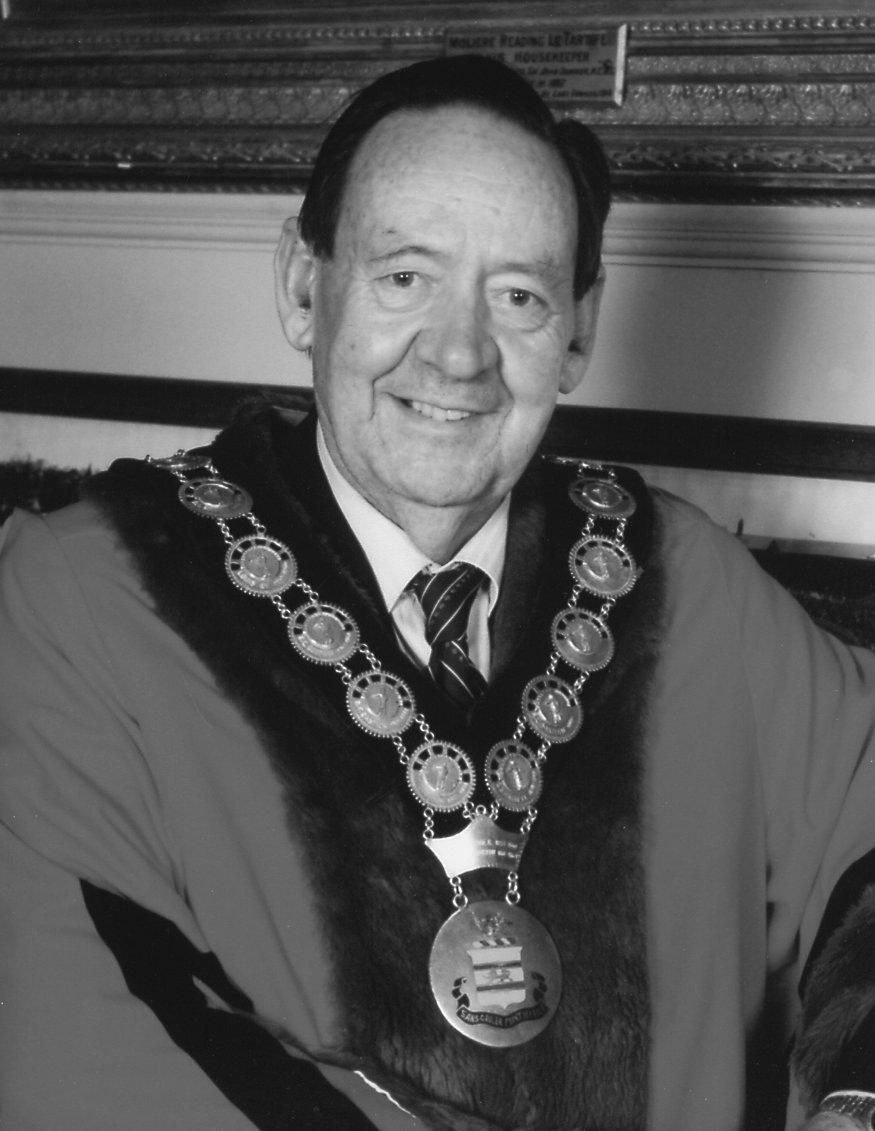
Bruce Eastick als Bürgermeister der Town of Gawler (1999).

Hon. Bruce Charles Eastick, AM (* 25. Oktober 1927 in Reade Park, South Australia) ist ein australischer Politiker der Liberal and Country League (LCL) sowie später der Liberal Party, der von 1970 bis 1993 Mitglied sowie zwischen 1972 und 1975 als Vorsitzender der LCL beziehungsweise der South Australian Liberal Party Oppositionsführer des South Australian House of Assembly war. Er fungierte darüber hinaus von 1979 bis 1982 als Sprecher des South Australian House of Assembly.

## Leben

### Tierarzt, Bürgermeister undSouth Australian House of Assembly
Bruce Charles Eastick war einer von fünf Söhnen von Brigadier Sir Thomas Charles Eastick (1900–1988) und dessen Ehefrau Ruby Sybil Bruce Eastick. Nach einem Studium der Tiermedizin war er zwischen 1952 und 1970 als Tierarzt tätig. Seine politische Laufbahn für die Liberal and Country League (LCL) begann er in der Kommunalpolitik und war zwischen dem 6. Juli 1963 und dem 1. Juli 1972 Mitglied des Rates sowie zugleich als Nachfolger von Elliott Chivell Goodger vom 6. Juli 1968 bis zu seiner Ablösung durch Cec Creedon am 1. Juli 1972 erstmals Bürgermeister der Town of Gawler.
Bei der Wahl am 30. Mai 1970 wurde Eastick für die LCL als Nachfolger seines Parteifreundes John Freebairn im Wahlkreis Light erstmals zum Mitglied des South Australian House of Assembly gewählt, des Unterhauses des Parlaments von South Australia, und vertrat diesen Wahlkreis bis zu seinem Verzicht auf eine erneute Kandidatur bei der Wahl am 11. Dezember 1993, wobei er seit dem 22. Juli 1974 der aus der Liberal and Country League hervorgegangenen Liberal Party angehörte. Bei der Wahl am 11. Dezember 1993 wurde sein Parteifreund Malcolm Buckby im Wahlkreis Light zum Mitglied der Legislativversammlung gewählt.

### Parteivorsitzender, Oppositionsführer und Sprecher desSouth Australian House of Assembly
Nach dem Rücktritt des früheren Premiers Steele Hall am 15. März 1972 wurde Bruce Eastick dessen Nachfolger als Vorsitzender der LCL beziehungsweise der aus dieser am 22. Juli 1974 hervorgegangenen Liberal Party. Eastick war vom 15. März 1972 bis zum 24. Juli 1975 auch Oppositionsführer in der Legislativversammlung. Er war Spitzenkandidat seiner Partei bei der Wahl am 10. März 1973, bei der die Liberalen 250.312 Stimmen (39,79 Prozent) erzielten und ihre 20 der 47 Sitze behielten, während die Australian Labor Party (ALP) unter Premier Don Dunstan 324.135 Wählerstimmen (51,52 Prozent) und 26 Mandate erhielt. Eastick hatte die von Premier Dunstan vorgezogenen Neuwahlen am 12. Juli 1975 unterstützt, nachdem ein von Verkehrsminister Geoff Virgo eingebrachter Gesetzentwurf für ein Übereinkommen zur Übernahme der staatlichen nicht-städtischen Eisenbahnen im South Australian Legislative Council, dem Oberhaus des Parlaments, mit einer knappen Mehrheit abgelehnt. Vor den Neuwahlen hatte er für Überraschung gesorgt, indem er seine Meinung geäußert hatte, dass die Regierung Dunstan schwer zu schlagen sein würde, weil so viele ihrer Minister „sehr glaubwürdige Leistungen erbracht“ („performed very creditably“) hätten. Bei der darauf folgenden Wahl am 12. Juli 1975 kamen die Liberalen auf 218.820 Wählerstimmen (31,53 Prozent) und bekamen auch dieses Mal 20 Mandate, während die ALP von Premier Dunstan 321.481 Stimmen (46,32) erzielte, drei Mandate verlor und mit 23 Mandaten die absolute Mehrheit von 24 der 47 Sitze knapp verpasste. Nach diesem Wahlergebnis wurde er am 24. Juli 1975 sowohl als Vorsitzender der Liberalen Partei als auch als Oppositionsführer von David Tonkin abgelöst, der als „liberaler“ und weniger „konservativ“ als Eastick galt. Er war außerdem vom 1. Dezember 1977 bis zum 11. Oktober 1979 Mitglied des Ständiger Parlamentsausschuss für öffentliche Arbeiten.
Nach der Wahl am 15. September 1979	wurde Eastick auf der konstituierenden Sitzung am 11. Oktober 1979 als Speaker zum Sprecher des House of Assembly gewählt und trat damit die Nachfolge von Gil Langley von der Labor Party an. Er bekleidete das Amt des Parlamentspräsidenten bis zum 7. Dezember 1982, woraufhin Terry McRae von der ALP neuer Sprecher wurde. Am 3. Februar 1983  wurde ihm aufgrund einer mindestens dreijährigen Amtszeit als Sprecher der Legislativversammlung der Höflichkeitstitel The Honourable verliehen. Er fungierte zwischen 1989 und 1990 als liberaler Sprecher für gemeinschaftliche Ressourcenplanung, einschließlich Kommunalverwaltung, Umwelt, Planung und der Metropolitan Fire Services, der Feuerwehr von Adelaide. Er war auch Teil der südaustralischen Delegation beim Commonwealth Constitution Convention, die sich mit Fragen zur Änderung der Verfassung von Australien befasste.
Am 1. Mai 1993 wurde Eastick als Nachfolger von Tony Piccolo erneut Bürgermeister und Mitglied des Rates der Town of Gawler und bekleidete diese Funktionen bis zu seiner eigenen Ablösung durch Tony Piccolo am 6. Mai 2000. Für seine Verdienste im Parlament, der Kommunalpolitik und für die Gemeinschaft von Südaustralien wurde er im Zuge des Australia Day am 26. Januar 1996 zum Mitglied (Member) des Order of Australia (AM) ernannt. Für seine Verdienste wurde ihm am 1. Januar 2001 anlässlich des 100-jährigen Bestehens des Australischen Bundes die Centenary Medal verliehen.

## Hintergrundliteratur
- Parliament of South Australia: Statistical Record of the Legislature 1836–2007 (Memento vom 11. März 2019 im Internet Archive)
- Robert Martin: Responsible Government in South Australia, Band 2, Wakefield Press, 2009, ISBN 978-1-8625-4-8442, S. 83 f. (Onlineversion (Auszug))

## Weblink
- Hon Dr Bruce Eastick AM. In: Parlament von South Australia. Abgerufen am 2. April 2024 (englisch).